# Picunchenops spelaeus
Picunchenops spelaeus is een hooiwagen uit de familie Triaenonychidae.